# Mango (jogador)
Joseph Manuel Marquez, mais conhecido por seu apelido Mango (ou Mang0) (Norwalk, 10 de dezembro de 1991) é um jogador profissional americano de Super Smash Bros. Melee, um jogo de luta crossover publicado pela Nintendo para o Nintendo GameCube em 2001. Marquez é considerado um dos "Cinco Deuses" de Melee, junto com Juan "Hungrybox" Debiedma, Adam "Armada" Lindgren, Kevin "PPMD" Nanney e Jason "Mew2King" Zimmerman. Mango é conhecido por seu forte jogo mental e sua capacidade de adaptação. Atualmente faz parte da equipe Cloud9 eSports.
Mango alcançou o 1º lugar em várias competições profissionais de Super Smash Bros. Melee, incluindo a Genesis em 2009; a Evolution Championship Series em 2013 e 2014; e a The Big House em 2012, 2014 e 2016. Ele foi considerado o melhor jogador de Melee do mundo em 2013 e 2014, e como o terceiro melhor do mundo em 2017.  Seus outros apelidos são "Scorpion Master " (usado quando ele está jogando com Mario) e "The Kid". Joseph Mango é um dos jogadores de Melee mais populares, e transmite streams em seu canal do Twitch que tem mais de 10.000 inscritos.

## Carreira
Mango começou sua carreira jogando com a personagem Jigglypuff, citando o jogador californiano The King como sua inspiração. Ele contribuiu para a ascensão do personagem na lista de viabilidade dos personagens de Melee chamada de lista de tier list. Mango entrou na EVO 2007, derrotando jogadores como Mew2King, e terminou em 3º depois de perder para Ken Hoang.
A primeira vitória nacional de Mango em torneios foi no Pound 3 em 2008 onde ele derrotou muitos dos melhores Smashers. Ele ficou em 3º lugar no torneio indivudal da Super Champ Combo, novamente derrotando muitos jogadores conhecidos. No torneio de duplas, também ficou em terceiro lugar com seu parceiro Lucky.
Em 4 de fevereiro de 2008, Mango ganhou a Pound 3, tendo superado os melhores profissionais da época como PC Chris e Mew2King.
Em 8 de março de 2009, ele se consagrou como um dos melhores jogadores de Melee do mundo, tendo derrotado PC Chris, ChuDat, Mew2King e muitos outros Smashers no Revival of Melee ocorrido em Nanuet, Nova York, ficando em 1º lugar.
Em 10 de julho de 2009, Mango participou do torneio GENESIS. Com 290 participantes na categoria individual, o GENESIS foi o maior torneio de Melee daquela época, chegando à final dos vencedores onde perdeu de 2 a 3 contra Adam "Armada", jogador de Peach considerado o melhor jogador da Europa. Em seguida, derrotou Hungrybox na final dos perdedores por 3 a 0, indo para a Grande Final contra Armada. Mango acabou ganhando o terceiro set por 3 a 0, vencendo o torneio. Esta vitória reafirmou simultaneamente a posição de Mango como o melhor jogador de Melee do mundo naquele ano, e deu origem a uma das maiores rivalidades da história dos eSports: Mango vs. Armada.
Revival of Melee 2 foi causa de muito debate dentro da comunidade Smash quando Mango ficou em 4º lugar depois de ter sido eliminado por Kage The Warrior, um jogador que não era cotado como os melhores da competição. No entanto, a descrença terminou depois de Mango ter conquistado o 1º lugar no Pound 4, na época o maior torneio da história do Melee com mais de 300 participantes, sem perder um set sequer, derrotando Hungrybox por 3 a 1 na Grande Final.
No GENESIS 2, Mango alcançou a Grande Final contra Armada, derrotando Hungrybox por 3 a 0 nas Semifinais dos Perdedores e Taj outra vez por 2 a 0 nas Finais dos Perdedores (Taj desistiu da partida depois depois de ser dominado por Mango nos dois primeiros sets). Depois de um set intenso, Mango acabou em 2º lugar, perdendo por 2 a 3 contra Armada.
Mango garantiu sua posição como campeão da América do Norte ao vencer o Revival of Melee 4, derrotando de forma convincente o jogador PPMD por 3 a 0 na final dos vencedores e por 3 a 1 na Grande Final.
Na Apex 2012, Mango ficou aquém das expectativas do público, ficando em 3º lugar depois de perder de 0 a 3 para Armada nas finais dos vencedores e de 1 a 3 para Hungrybox na final dos perdedores.
Após a Apex 2012, Mango começou a recuperar a liderança dominante que detinha em 2008. Ele ganhou o IMPULSE, um torneio nacional canadense, depois de derrotar PPMD, Hungrybox e Mew2King.  Ele continuou a defender a sua série de vitórias, derrotando facilmente Hungrybox na Grande Final do MELEE-FC10R Legacy e novamente no The Big House 2, uma competição nacional de primavera realizada no estado de Michigan, vencendo ambos os torneios nacionais sem perder um set sequer.

#### 2013
Na Apex 2013, Mango perdeu para Mew2King depois de uma série de vitórias no grupo dos vencedores. No grupo dos perdedores, ele derrotou Vwins novamente, Hax e Hungrybox, antes de perder para Mew2King outra vez, terminando em 4º lugar.
No torneio BEAST 3, realizado na Suécia, Mango sagrou-se campeão depois de derrotar Smashers europeus de renome como Zgetto, Baxon, Overtriforce e derrotando Ice na Grande Final.
No Kings of Cali 2, ele venceu o torneio sem perder nenhum set, derrotando Shroomed por 3 a 1 nas final dos vencedores e Wobbles por 3 a 0 na Grande Final.
No NorCal Regionals 2013, Mango chegou à Grande Final contra Hungrybox, ganhando um primeiro set impecável por 3 a 0, onde fez o chamado 4 stock (não morreu uma vez sequer) no segundo jogo, mas não conseguiu vencer no segundo set, perdendo de 2 a 3, ficando em segundo lugar.
Em 16 de junho, foi anunciado seu patrocínio pelo site e podcast Melee it on Me.
No Vindication, Mango derrotou Mew2King nas finais dos vencedores por 3 a 0, indo para a final, onde perdeu o primeiro set por 1 a 3, mas conseguiu virar o segundo set por 3-1, vencendo o torneio.
No Zenith 2013, ele derrotou DaShizWiz por 2 a 0 nas quartas-de-final dos perdedores, PPMD por 3 a 1 nas semifinais dos perdedores, e Mew2King por 3 a 1 nas finais dos perdedores antes de chegar à Grande Final contra Hungrybox. Mango venceu o torneio em 2 sets, ambos 3 a 1.
Participou do IMPULSE 2013, realizado em Toronto, onde conquistou o 1º lugar sem perder nenhum jogo, derrotando Unknown522 por 3 a 0 tanto na final dos vencedores quanto na Grande Final.
No Fight Pitt 3, Mango usou Fox e derrotou o Marth de Mew2King por 3 a 2 na Final dos Vencedores.  No entanto, Mew2King levou a melhor em 2 sets na Grande Final e ganhou o torneio, com ambos os sets por 3 a 1.

#### EVO 2013
Mango começou no Top 8 da EVO 2013 no grupo dos perdedores. Ele derrotou Ice e PPMD ambos por 2 a 0, antes de alcançar as Semifinais dos perdedores contra Armada. Em um jogo muito antecipado, Mango derrotou Armada por 2 a 0 se classificando para a Final dos Perdedores contra Hungrybox, o derrotando por 2 a 0, e chegando à Grande Final contra Wobbles. Mango derrotou Wobbles em 2 sets, por 3 a 0 e 3 a 1, se tornando o campeão da EVO 2013. Após esta vitória, ele se consagrou como o melhor jogador de 2013.
Depois de vencer a EVO 2013 e com o nascimento de seu filho, Mango anunciou que iria entrar em um curto hiato do Melee competitivo. Em 2013, tornou-se menos ativo nos torneios, optando por passar mais tempo com sua família. Durante este período, ele entrou em torneios principalmente com personagens secundários, incluindo a colocação em segundo lugar no LANHAMMER 2013 com Marth e o segundo no Pound v.5 com Marth e Captain Falcon.

### 2014
Na Apex 2014, Mango venceu Fiction por 2 a 0 nas quartas de final dos vencedores, mas foi derrotado por 1 a 3 por PPMD nas semifinais dos vencedores.  Em seguida, derrotou Hungrybox nas quartas-de-finais dos perdedores por 2 a 0, chegando às semifinais dos perdedores contra o sueco Leffen, o mais proeminente jogador de Fox da Europa. Mango derrotou Leffen em um fascinante set por 3 a 2 (sem perder nenhuma stock no jogo 5) mas acabou perdendo para Mew2King por 1 a 3 nas finais dos perdedores, ficando em 3º lugar. O Apex 2014 foi ganho por PPMD.
Revival of Melee 7 foi o torneio que marcou o retorno de Mango para o Melee competitivo. Mango venceu o torneio sem perder um set, derrotando Hungrybox por 3 a 0 nas quartas-de-final dos vencedores, Darrell por 3 a 0 nas semifinais dos vencedores, Mew2King por 3 a 2 na Final dos Vencedores e novamente por 3 a 1 na Grande Final.
No Fight Pitt IV, Mango enfrentou Mew2King na final dos vencedores. Na Grande Final, Mew2King venceu o primeiro set por 3 a 2, mas Mango venceu o segundo set por 3 a 0. No set final, sagrou-se campeão por 3 a 2. O Falco Lombardi de Mango foi capaz de derrotar o Marth de Mew2King no estágio Final Destination por dois jogos consecutivos, um feito notável, considerando a experiência de Mew2King contra Falcos neste estágio.
Na WHOBO MLG, Mango perdeu para Hax por 1 a 3 na final dos vencedores. Depois, derrotou Hax em dois sets na Grande Final por 6 a 0 usando Falco, ganhando o torneio e qualificando-se para o MLG Anaheim 2014.
Em 6 de maio de 2014, a equipe Cloud9 anunciou que havia contratado Mango para liderar sua divisão de jogos de luta. O primeiro torneio dele sob este novo patrocinador foi o Get On My Level 2014 realizado em Toronto, onde ficou em 1º lugar, derrotando KirbyKaze e Mew2King por 3 a 0, e Hungrybox por 3 a 2 na Grande Final pelo título.  No entanto, em torneios subsequentes, Mango não teve um bom desempenho. No SKTAR 3, perdeu para PPMD por 1 a 3 na final dos vencedores, e foi eliminado por Mew2King por 1 a 3 na final dos perdedores, terminando em 3º lugar.
No Super SWEET realizado em Ann Arbor, Michigan, ele foi derrotado por Armada por 2 a 3 na final dos vencedores e novamente eliminado por Mew2King por 1 a 3 na final dos perdedores, sendo que o último jogo foi um 4-stock contra ele no estágio Pokémon Stadium.
A MLG Anaheim 2014 teve um dos maiores prêmios da história do Smash Bros. competitivo com prêmio de US$15.000 e foi o primeiro torneio de Melee patrocinado pela Major League Gaming desde o longíquo 2006. Mango perdeu duas vezes na fase de triagem, um 2 a 3 contra Armada e um 0 a 3 contra Westballz. Ele derrotou PPMD nas semifinais dos vencedores por 3 a 2, e venceu Armada na final dos vencedores e novamente na Grande Final, ambos os sets por 3 a 2, garantindo o primeiro lugar.
Depois, Mango participou do CEO 2014, onde conseguiu derrotar Mew2King por 2 a 0 e Armada por 3 a 1, garantindo um lugar na final, onde Armada voltou a ganhar dois sets de Mango, de 0 a 3 e 1 a 3, ganhando o torneio.
Em Kings of Cali 4, Mango chegou à final dos vencedores contra Armada, onde venceu por 3 a 1.  Ao encontrar Armada novamente na grande final, perdeu o primeiro set por 0 a 3, mas ainda assim venceu o segundo por 3 a 1, ficando em primeiro no individual do torneio.
No final do ano, Melee it on Me classificou Mango como o melhor jogador de Melee do mundo no seu ranking de 2014, que foi criado por um grupo de 43 jogadores profissionais e pessoas ativas na cena Smash. Bros, chamado de SSBMRank.
A EVO 2014 teve um total de 970 participantes de Melee, superando o recorde estabelecido pela EVO 2013 e se tornando o maior torneio de Smash na época. Nas quartas-de-final dos vencedores, derrotou Axe por 2 a 1 chegando ao top 8. Ele então venceu Mew2King por 2 a 0 e Hungrybox por 3 a 2 na Final dos Vencedores e na Grande Final, ficando em primeiro lugar.

#### Pós EVO 2014
Depois de vencer a EVO 2014, Mango participou do Smash the Record, optando por jogar apenas com Capitão Falcon. Na Final dos Vencedores, porém, Mango perdeu para Hungrybox e foi eliminado do torneio por Mew2King, terminando na 3ª colocação.
Posteriormente, Mango participou do The Shape of Melee to Come 5 em Kirtland, Ohio. Na final dos perdedores, Mango venceu o jogador de Luigi Abate, mas perdeu para Armada na Grande Final, ficando em 2º lugar.
Participou do The Big House 4,realizado na cidade de Romulus, Michigan.
Nas quartas-de-final dos perdedores, ele derrotou o jogador de Fox, e seu melhor amigo, Lucky, e nas semifinais dos perdedores derrotou seu rival Armada. Na final dos perdedores, Mango venceu Leffen por 3 a 1 para enfrentar Mew2King na Grande Final. Ele venceu Mew2King por 3 a 1, mas teve que ganhar outro set já que veio do grupo dos perdedores, e o fazendo novamente por por 3 a 1, vencendo o torneio.
Ele também ficou em 9º lugar no torneio de duplas, em parceria com o jogador de Capitão Falcon Scar.
No Do You Fox Wit It?, Mango só entrou no torneio de duplas com Lucky e a equipe ficou em segundo lugar, perdendo para Hax e Mew2King na Grande Final.

### 2015
Mango participou apenas de um evento nacional antes da Apex 2015: BEAST 5 em Gotemburgo. Lá, ele derrotou o jogador de Sheik, e irmão mais novo de Armada, Android, seguido do também jogador de Sheik, e melhor jogador da Alemanha na época, Ice, antes de perder de 2 a 3 para Leffen na final dos vencedores. Na final dos perdedores, Mango perdeu por 0 a 3 para Armada, terminando em 3º lugar.
A presença de Mango na Apex 2015, em fevereiro de 2015, foi motivada em grande parte como sendo a de um vingador após a esperada e brilhante vitória por 5 a 0 de Leffen contra Chillin. Em resposta à derrota de Chillin, Mango desafiou Leffen, dizendo: "Se nos encontrarmos na fase de grupos, vamos apostar mil (dólares) na partida." Leffen imediatamente aceitou, e acabou por derrotar o Falco de Mango com seu Fox em uma série de lutas intensas que terminaram com uma pontuação de 3 a 1 para Leffen. Após a derrota, Mango derrotou o exímio jogador de Yoshi, aMSa, em um jogo de 5 sets por 3 a 2 nas quartas-de-final dos perdedores, antes de perder para Armada por 0 a 3 nas semifinais dos perdedores, terminando em 4º lugar.
No I'm Not Yelling! realizado em Oakland, Califórnia, ele derrotou o jogador de Falco Westballz nas quartas-de-final dos vencedores, Leffen nas semifinais dos vencedores e Armada nas finais dos vencedores. No entanto, Armada voltou após vencer a final dos perdedores e o derrotou, dando a Mango o 2º lugar.
No MVG Sandstorm realizado em Tempe, Arizona, Mango venceu o jogador de Peach MacD antes de ser mandado para o grupo de perdedores pelo habilidoso jogador de Pikachu, Axe. Mango foi então eliminado por Westballz ficando na 5ª posição do torneio, que terminou com uma vitória por 3 a 0 de Armada sobre Westballz.
No Press Start, em Irvine, Califórnia, ele venceu Jace, Westballz, Hax, Leffen, Shroomed, Lucky, Hungrybox e Axe chegando à Grande Final contra o jogador de Ice Climbers Fly Amanita. Mango derrotou Amanita duas vezes conquistando o primeiro lugar.
No Battle Arena Melbourne 7, realizado em Melbourne, Austrália, Mango ficou em primeiro lugar ao derrotar S2J nas Semifinais dos Vencedores, e Leffen na Final dos Vencedores, derrotando Leffen mais uma vez na Grande Finai.
No CEO 2015 em Orlando, Flórida, ele venceu Abate, mas foi enviado ao grupo de perdedores por Shroomed. De lá, venceu MacD, o jogador de Sheik Plup, Hungrybox e Westballz antes de ser eliminado por Armada, ficando em 3º lugar no torneio. CEO foi ganho por Leffen, sendo seu primeiro major (torneio de grande expressão) nos EUA.
No WTFox em Memphis, Tennessee, Mango derrotou Wizzrobe antes de ser enviado ao grupo de perdedores por Armada. Nas semifinais dos perdedores, ele derrotou Westballz e Mew2King antes de enfrentar Armada mais uma vez. Em um set de 3 a 2, Mango venceu Armada indo enfrentar Leffen na Grande Final. Leffen ganhou o torneio derrotando Mango por 3 a 0.

#### EVO 2015
Depois de vencer os dois últimos torneios da EVO, Mango traçou o objetivo de vencer o evento de 2015 e conquistar o terceiro título consecutivo. Com 1.869 participantes, o dobro do anterior, a EVO 2015 tornou-se a maior competição de Melee de todos os tempos.
Mango venceu Ice por 2 a 0 usando Falco nas oitavas de final antes de ser enviado para o grupo de perdedores por Plup em uma virada de 1 a 2. Ele derrotou o jogador de Sheik, DruggedFox, por 2 a 0, se qualificando para o top 8 pela quarta vez consecutiva. Em seguida, derrotou o jogador dos Ice Climbers, ChuDat, por 2 a 0. Nas quartas-de-final dos vencedores, Mango perdeu para Hungrybox, por 1 a 2, terminando sua participação na EVO 2015 com um empate em 5º lugar com Leffen. O torneio acabou vencido por Armada, por 3 a 2, contra Hungrybox. Mango também se uniu a Lucky e ficou em 9º lugar no torneio de duplas, o qual foi vencido por PewPewU e SFAT com uma vitória sobre Armada e Ice.
Depois da EVO 2015, a MIOM classificou Mango em 3º lugar no SSBMRank de 2015, atrás de Armada e Leffen, depois de ter ficado em primeiro lugar nos últimos dois anos.

#### Pós EVO 2015
Mango se inscreveu para o Super Smash Con no Dulles Expo Center em Chantilly, Virgínia, porém chegou atrasado e um organizador do torneio o desclassificou da competição. Mango ficou nos bastidores comentando Melee com os colegas Smashers Scar e Toph. A Super Smash Con terminou com Leffen derrotando Mew2King.
O primeiro torneio de Mango depois da EVO 2015 foi o Paragon Los Angeles 2015 realizado entre 5 e 6 de setembro daquele ano. Ele começou a usar seu Falco mais do que seu Fox neste torneio; alegando que já que Armada não havia participado do torneio e que ele não tinha que enfrentar Leffen ou Hungrybox, os quais Mango normalmente contra-ataca com Fox, ele iria manter seu Falco "em forma". Classificou-se e venceu Mew2King por 3 a 1 na final dos vencedores e depois Mew2King novamente por 3 a 2 na Grande Finail, ficando em primeiro lugar.
Mango anunciou que participaria do HTC Throwdown em San Francisco, Califórnia.  Lá, depois de derrotar Rudolph por 2 a 0, perdeu para Drugged Fox pela primeira vez, por 1 a 2. Então, em seu primeiro set no grupo de perdedores, perdeu para MacD por 1 a 2, terminando o torneio em 17º lugar. Esta é sua colocação mais baixa em um torneio desde que parou de usar o pseudônimo de Scorpion Master. O torneio foi ganho por Leffen.
No The Big House 5 ocorrido em Dearborn, Michigan, os eventos de Melee começaram com uma batalha de grupos regionais de 5 contra 5, cada um com 4 stocks (vidas), com Mango representando o chamado "SoCal" (jogadores de Southern California), junto com HugS, MacD, Westballz e Lucky. A equipe SoCal derrotou imponentemente a da Nova Inglaterra e a da Flórida. Nas finais contra a Europa, esta levou uma forte vantagem, graças a Armada ter levado oito stocks da SoCal. Depois que Westballz, MacD e HugS eliminaram Armada e o jogador de Fox e melhor jogador da Grã-Bretanha, Professor Pro, Lucky eliminou Android e levou duas stocks de Widl da Noruega. Mango carregou a SoCal nas costas, perdendo um stock para Widl, mas o eliminando em seguida, e na disputa final contra Ice ele perdeu apenas uma stock enquanto tirava todas as quatro de Ice, levando a SoCal à vitória na batalha de grupos regionais.
No Singles (individual), Mango chegou ao grupo de vencedores onde venceu Nintendude por 3 a 2 e Abate por 3 a 0 antes de perder para Hungrybox por 1 a 3 nas semifinais dos vencedores. No Top 8 dos perdedores, Mango venceu Westballz por 3 a 1, mas perdeu para o Mew2King por 0 a 3, terminando na 4ª colocação geral. O torneio foi ganho por Armada.
Mais tarde naquele ano, a Beyond the Summit, uma empresa conhecida por sua cobertura de Dota 2, convidou Mango para participar do Smash Summit em Los Angeles. Ele foi convidado junto com Armada, Mew2King, PPMD, Plup, Lucky, Axe, Leffen, PewPewU e Westballz. Além disso, outros seis jogadores - S2J, SFAT, Alex19, Zhu, Kage e Swedish Delight - foram escolhidos pela comunidade.
Lá sua equipe foi o "Team Alex19", composto por Alex19, Mango, S2J e Lucky, eles foram derrotados pelo "Team Swedish Delight", por 16 a 15. Na competição Iron Man, Mango perdeu para Armada por 18 a 20; Armada ganhou a Iron Man em cima de Mew2King depois quem este desistiu ao esgotar as vidas de seu segundo personagem.
Nos Doubles, Mango juntou-se a Lucky e juntos chegaram na final dos perdedores, onde perderam para Armada e Mew2King por 0 a 3. PewPewU e SFAT venceram os Doubles por 3 a 2 ao derrotarem Armada e Mew2King em um set muito intenso.
No individual, Mango venceu Shroomed por 3 a 1 nas quartas-de-final dos perdedores e venceu Plup por 3 a 1 nas semifinais. Na final dos perdedores ele venceu Mew2King por 3 a 1, indo para a Grande Final contra Armada. Em um set muito próximo, Armada conseguiu muito estreitamente ganhar de 3 a 2, dando a Mango o 2º lugar.
Em 9 de outubro de 2015, Armada anunciou através do Twitter que a Mango iria participar do DreamHack Winter 2015 em Jönköping, na Suécia, Lá, chegou nas quarta-de-finais dos vencedores batendo Shroomed por 3 a 0, mas foi surpreendido por Westballz perdendo de 0 a 3 nas quartas-de-final dos perdedores, dando a ele o 5º lugar, empatado com o jogador de Samus, Duck. O torneio foi ganho por Hungrybox, que perdeu para Armada de 0 a 3 no primeiro set da final, mas venceu por 3 a 1 no segundo set.
Nos rankings finais de 2015, Mango ficou em 4º lugar, sua colocação mais baixa desde que a MIOM começou o SSBMRank. Armada, Hungrybox e Leffen se posicionaram à frente dele, enquanto Mango estava à frente de Mew2King e PPMD.

### 2016 e 2017
O primeiro torneio nacional do ano, o GENESIS 3, se deu em San Jose, Califórnia, e teve 1.836 participantes. Os organizadores do GENESIS decidiram dar aos 64 primeiros jogadores do ranking um passe livre no primeiro dia, não tendo que passar pelo round 1 da triagem. Em vez disso, muitos desses 64 melhores jogadores participaram das batalhas de equipes do Smash Draft, com oito jogadores de alto nível sendo capitães e escolhendo jogadores para seus times.  Mango foi escolhido por Scar, junto com Alex19, Duck e o jogador de Fox, Colbol. A equipe enfrentou o Team PewPewU na primeira rodada e perdeu de forma avassaladora. A batalha de equipes foi vencida pelo Team Hungrybox.
No individual Mango chegou a final dos vencedores disputada contra Axe, perdendo para o jogador de Pikachu por 1 a 3, indo para o top 8 dos perdedores. Ele venceu Plup na rodada final dos perdedores. No dia seguinte, Mango trocou seu Fox por Falco e derrotou Nintendude, jogando com os Ice Climbers, e o derrotou por 3 a 0, vencendo depois PPMD por 3 a 0 nas quartas-de-final dos perdedores. Nas semifinais dos perdedores, Mango estava em uma revanche contra Axe e ganhou imponentemente com uma vitória por 3 a 0.
Na final dos perdedores, ele eliminou Hungrybox por 3 a 2 e a finai foi disputada pelos mesmos adversários dos outros torneios GENESIS: Armada contra Mango. Nos dois primeiros jogos, o Fox de Mango venceu do Fox de Armada, forçando Armada a trocar para Peach. Mango então conseguiu ganhar o primeiro re-set de 3 a 1, mas perdeu o segundo set por 1 a 3, dando à Armada a vitória do GENESIS 3.
Mango se inscreveu para a PAX Arena em San Antonio, Texas. Ele derrotou o mexicano Valdo por 3 a 0 e também Wizzrobe, o promissor capitão Falcon, por 3 a 1. Nas semifinais dos vencedores, ele usou Falco e venceu Mew2King que jogava de Marth por 3 a 1, mas perdeu para o Jigglypuff de Hungrybox na final dos vencedores por 2 a 3 usando seu Fox. Ele venceu Westballz por 3 a 1 na final dos perdedores, mas fracassou novamente contra Hungrybox na Grande Final, por 2 a 3.
Mango foi considerdo pela comunidade de Melee como sendo um dos "Cinco Deuses do Smash Bros. Melee", e a empresa SXSW o convidou para a deliberadamnte nomeada "Batalha dos Cinco Deuses", que contou com vinte jogadores: ele, Armada, Mew2King, PPMD, Hungrybox, MacD, Gelo, Lobo Silencioso, DruggedFox, HugS, Westballz, Nintendude, Plup, SFAT, PewPewU, Shroomed, Axe, Lucky, Wobbles e S2J.
Ele foi colocado no topo de seu grupo; que continha Axe, considerado o melhor jogador de Pikachu do mundo, que já o havia derrotado duas vezes por 2 a 3, e 1 a 2; MacD, o segundo melhor jogador de Peach que venceu Mango uma vez por 1 a 2; e DruggedFox, o melhor jogador do estado da Geórgia que também havia vencido Mango por 1 a 2.
Mango venceu todos os três jogadores do seu grupo, por 3 a 2, 3 a 0 e 3 a 0, respectivamente, passando para o grupo de pré-eliminatórias para enfrentar Westballz, ele perdeu para West por 1 a 3 e foi enviado aos perdedores para enfrentar Silent Wolf. Depois de uma vitória por 3 a 1, Mango derrotou Plup também por 3 a 1 e Wobbles novamente por 3 a 1, enfrentando Armada nas finais dos perdedores. Em um set de 3 a 2, Mango superou Armada em uma situação de último ataque, se classificando para a Grande Final contra Hungrybox. Mango finalizou com classe Hungrybox por 3 a 0 no primeiro set da final, mas em seguida Hungrybox se recuperou numa disputa emocionante no segundo set, ganhando por 1 a 3 e sagrando-se campeão dos Deuses de Melee, dando a Mango um amargo segundo lugar.
Mango também compareceu ao Pound 6 (2 a 3 de abril), onde chegou à final dos perdedores e venceu Hax por 3 a 0 indo para a Final, enfrentando novamente Hungrybox, e mais uma vez foi vencido pelo jogador de Jigglypuff, depois de uma derrota por 1 a 3.
Mango foi convidado para o Smash Summit 2, junto com Armada, Hungrybox, Mew2King, Plup, Westballz, Axe, Shroomed, SFAT, Silent Wolf, ESAM, PewPewU, Ice, Duck, S2J e Wobbles. O " Team Mango" foi formado por Duck, Silent Wolf e S2J, e juntos derrotaram o Team Hungrybox, mas perderam para o Team Armada e depois para o Team Hungrybox nos round dos perdedores terminando em 3º lugar.
Na competição Iron Man, Mango derrotou Shroomed por 20 a 19 e Mew2King por 20 a 18, indo enfrentar Armada na final. Mango foi o primeiro a perder o primeiro personagem, mas depois usou o seu Mario para tirar 5 vidas de Armada, ganhando o Iron Man por 20 a 19.
Ele participou do Big House 6, ganhando o 1º lugar depois de avançar para a Grande Final do lado vencedor, e virou contra Armada no jogo 5 do segundo set.
Mango também venceu o Royal Flush, um grande torneio realizado em Atlantic City, em maio de 2017, encerrando a série dominante de Armada, que começou no final de 2017, e vencendo assim seu quarto torneio consecutivo no final de semana do Dia das Mães.

## Vida pessoal
Marquez é de ascendência costa-riquenha e se formou na John Glenn High School em 2010. Ele e sua namorada Lauren têm um filho, Joseph Mango Marquez, nascido em 14 de outubro de 2013, cujo nome do meio vem da famosa alcunha de Marquez como jogador de Melee. Mango diz que seu envolvimento com jogos o manteve fora de gangues. Ele faz streams de Counter-Strike: Global Offensive, Dark Souls, Team Fortress 2, Rocket League, Overwatch, Mario Kart 8 Deluxe, Fortnite e outros jogos no twitch.tv. Ele atualmente vive em Norwalk, Califórnia, havendo morado em Ohio depois de vencer a EVO 2013, mas desde então retornou para sua cidade natal.
Os primórdios de sua carreira no Melee foi documentado em um episódio da série de documentários de 2013 chamada The Smash Brothers (disponível no YouTube, em inglês).